# Handley Page H.P.50
Handley Page H.P.50 Heyford – ostatni brytyjski dwupłatowy bombowiec. Został opracowany w 1930 w wytwórni Handley Page Aircraft Company. Pierwszy lot miał miejsce w 1933 roku. Do 1937 roku eskadry RAF były wyposażone w te samoloty. Ostatnie Heyfordy zostały przeznaczone jako samoloty szkolenia. Wyprodukowano 125 maszyn.

## Historia
Handley Page Heyford został zbudowany w takiej samej specyfikacji co jednopłatowy Fairey Hendon. Pierwszy lot Heyford odbył się 21 czerwca 1933 roku.
Kadłub składał się z kombinacji sklejki i duraluminium. Dolne skrzydło zostało wzmocnione tak jak i kadłub. Podwozie było stałe. Do 1941 roku nie było żadnego samolotu tego typu w RAF.

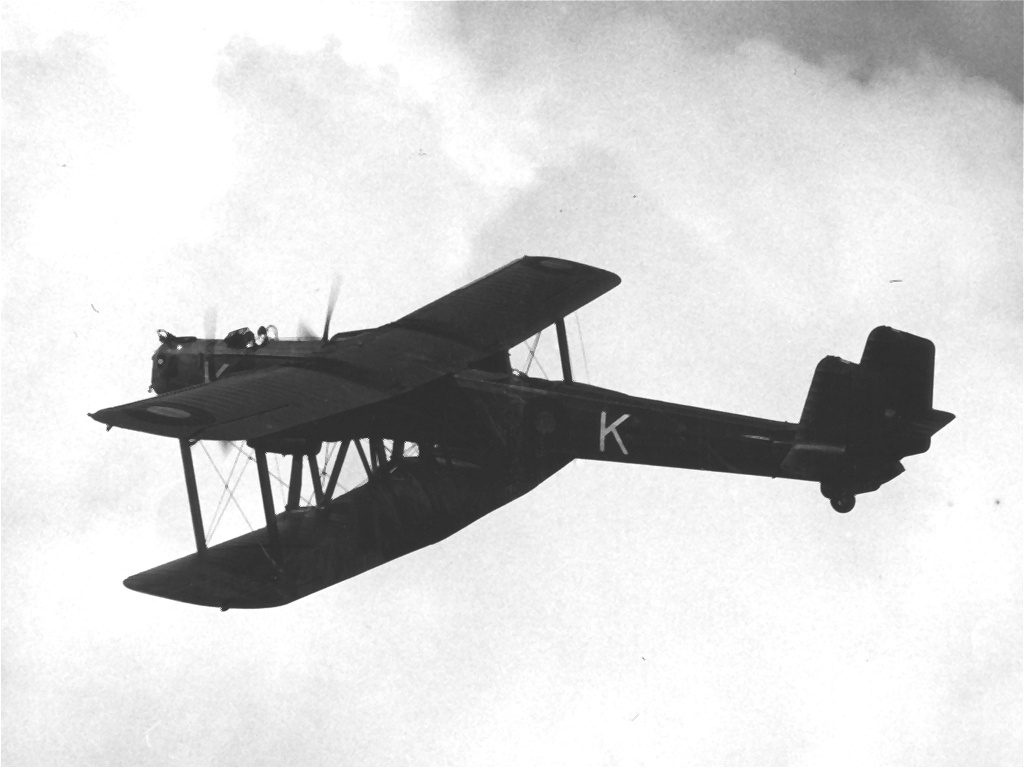